# Joaquim Rezende Correia de Lacerda
Joaquim Rezende Correia de Lacerda (Vila Nova do Príncipe, 29 de março de 1845 — Lapa, 12 de junho de 1905) foi um político brasileiro.
Casou-se com Madalena Moojen de Lacerda, atuou no comércio de tropas e também no comércio de vendas e armarinhos.
Como alferes da Guarda Nacional, a partir de 1865, treinou os voluntários para a Guerra do Paraguai. Alcançou o posto de coronel da Guarda Nacional e participou ativamente da Revolução Federalista (1893), comandando 650 homens para a resistência ao cerco da Lapa. Pertenceu ao Partido Liberal e foi senador pelo Estado do Paraná (1897-1899). Seus restos mortais foram levados ao Panteão dos Heróis, junto aos seus amigos mortos na lendária batalha do Cerco da Lapa.